# Andreas Fjodorowitsch von Budberg-Bönninghausen

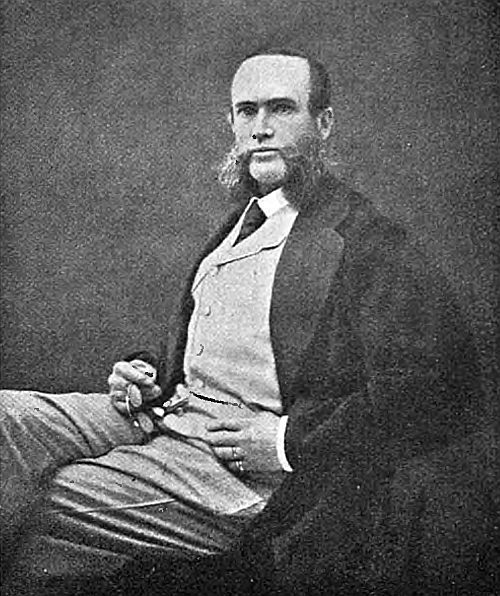
von Budberg-Bönninghausen

Andreas Fjodorowitsch von Budberg-Bönninghausen, vollständig Andreas Ludwig Karl Theodor von Budberg, Baron von Bönninghausen (russisch Андрей Фёдорович Будберг; * 8. Januarjul. / 20. Januar 1817greg. in Riga; † 28. Januarjul. / 9. Februar 1881greg. in Sankt Petersburg) war ein russischer Diplomat deutschbaltischer Herkunft und Gesandter in Frankfurt, Berlin, Wien und Paris.

## Leben und Wirken
Er stammte aus einer Familie, die der Ritterschaft Livlands angehörte. Sein Vater war der russische Oberst Theodor Otto von Budberg-Bönninghausen  aus dem Hause Widdrisch (1779–1840), seine Mutter Helene Juliane, geb. von Budberg (1787–1856) aus dem Hause Magnushof, eine Tochter von Andreas von Budberg. Er besuchte die Ritter- und Domschule in Riga und die Universität in St. Petersburg. 1841 trat er in den russischen diplomatischen Dienst ein.
1845 wurde er als Legationssekretär an die russische Gesandtschaft beim Deutschen Bund und den hessischen Großherzogtümern Hessen-Kassel und Hessen-Darmstadt in Frankfurt am Main entsandt, wo zu diesem Zeitpunkt Peter von Oubril Gesandter war. 1846 heiratete er Oubrils Tochter Marie (1819–1913) und wurde nach dessen Tod 1848 Geschäftsträger in Frankfurt. 1850 wurde er in gleicher Eigenschaft nach Berlin an die russische Gesandtschaft für Preußen sowie Mecklenburg-Schwerin und Mecklenburg-Strelitz versetzt. 1851 wurde er zum Gesandten befördert. Von 1852 bis 1855 war er auch für das Königreich Hannover zuständig. 1856 ging er als Gesandter an den K.k. Hof in Wien. Von 1858 bis 1862 war er wieder in Berlin und anschließend Botschafter in Paris. Anfang 1868 kam es zu über eine Duellforderung durch Herrn von Meyendorff, einen Sohn seines Vorgängers Peter von Meyendorff, zu einer Affäre. Budberg reichte seinen Rücktritt ein und reiste nach München, wo er sich am 14. April 1868 dem Duell unterzog, bei dem er leicht verwundet wurde.
Zurück in Russland, wurde er im Mai 1868 zum Mitglied des Staatsrats ernannt.
1872 gab er die Korrespondenz der Zarin Katharina II. mit ihrem Gesandten in Stockholm, seinem Großvater Andreas von Budberg (1750–1812), heraus.
Von seinen Söhnen war Theodor von Budberg (1851–1916) annähernd zwanzig Jahre auf diplomatischem Posten in Wien, von wo er 1905 als Gesandter nach Stockholm versetzt wurde; 1909 bis zu seinem Lebensende war er Botschafter in Madrid. Alexander von Budberg (1853–1914) wurde Oberdirigent der Bittschriftenkanzlei (1899–1913), Staatssekretär und 1913 Oberjägermeister.